# Anja Osterman
Anja Osterman, slovenska kajakašica na mirnih vodah, * 27. januar 1993.
Skupaj s Špelo Ponomarenko Janić sta kot članici slovenske reprezentance nastopili na Olimpijskih igrah v Tokiu.